# کاراعلی (آماسیه)
کاراعلی (به ترکی استانبولی: Karaali) یک منطقهٔ مسکونی در ترکیه است که در آماسیه واقع شده‌است.